# Мики Бој
Милан Шапоња (Бихаћ, 17. јун 1977 — Плав, 15. април 1999), познатији под сценским именом као Мики Бој, био је српски репер. Најпознатији је као оснивач групе Бед копи, коју је основао с Ајсом Нигрутином.

## Биографија
Мики Бој је из Улице Грге Андријановића у Крњачи. Током деведесетих се дружио заједно са Тимбетом и Ајсом који су из суседног Котежа и њих тројица су тада снимали разне демо песме. Тимбе и он су похађали ОШ „Зага Маливук”.
Групу Бед Копи су назвали по томе што су Мики и Ајс певали свој текст преко оригиналних матрица. Прву песму Домаћине забаци са албума Орбод мебеј су препевали преко Gangsta's Paradise коју у оригиналу изводи репер Кулио. Тимбе је на том албуму учествовао као гостујући уметник у песми Bad copy ride под именом Ол форти.
Омиљена песма му је била Pain od Тупака.

## Смрт
На редовно служење војног рока је отишао 14. децембра 1998. године у Плав. Страдао је под неразјашњеним околностима 15. априла 1999. године током одслужења војног рока. Званична верзија коју је Војска Југославије доставила његовој породици јесте да је Милан Шапоња извршио самоубиство. То је потврдио и Драгољуб Ојданић, тадашњи начелник генералштаба Војске Југославије. У прилог томе говори чињеница му није држано опело пре сахране, чак и ако му је на умрлици стојао православни крст.
Пре него што је његовој мајци саопштена вест о његовој смрти, једна њена пријатељица из Црне Горе је видела Микијеву умрлицу и рекла је његовој мајци да ће као узрок смрти бити наведено самоубиство, како би се наводно сакрила вест да војници страдају током рата.
Скоро двадесет година након његове смрти је снимљен кратак документарни филм о њему. У изради су учествовали његова мајка, млађи брат и Тимбе, а филм је у два дела постављен на Јутјубу. Брат му је назвао сина Милан у његову част.

## Дискографија
Са групом Бед копи
- Орбод мебеј (1996)